# Millhaven Creek
Millhaven Creek är ett vattendrag i Kanada.   Det ligger i provinsen Ontario, i den sydöstra delen av landet, 160 km sydväst om huvudstaden Ottawa.
Omgivningarna runt Millhaven Creek är en mosaik av jordbruksmark och naturlig växtlighet.